# Dreadnought hoax

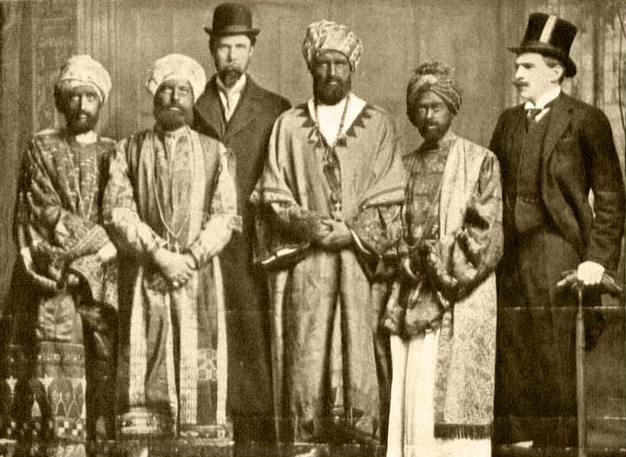
Oszuści przebrani za „Abisyńczyków”; Virginia Woolf pierwsza z lewej, Horace de Vere Cole pierwszy z prawej (zdjęcie przesłane do „Daily Mirror”)

Dreadnought Hoax – mistyfikacja przygotowana dla żartu przez brytyjskiego arystokratę i lekkoducha Horace'a de Vere Cole'a w 1910 roku. Cole wyprowadził w pole Royal Navy, nakłaniając jej dowództwo do pokazania okrętu flagowego – pancernika HMS „Dreadnought” – rzekomej delegacji abisyńskich książąt. Mistyfikacja zwróciła uwagę Brytyjczyków na łatwość, z jaką niemieccy szpiedzy mogliby uzyskać tajne informacje o okrętach Home Fleet, jak i na działalność grupy literacko-artystycznej o nazwie „Bloomsbury Group”.

## Przebieg wydarzeń
W celu przeprowadzenia operacji Cole zaangażował pięcioro przyjaciół: pisarkę Virginię Stephen (później znaną jako Virginia Woolf), jej brata Adriana, Guya Ridleya, Anthony'ego Buxtona i artystę Duncana Granta, którzy w tym celu pociemnili sobie twarze i dłonie, dolepili sztuczne brody i wąsy, a na głowy założyli fantazyjne turbany. Głównym ograniczeniem całej maskarady było to, że „arystokraci” nie mogli nic jeść w czasie wizyty, to bowiem zniszczyłoby ich makijaż. Adrian Stephen podjął się roli „tłumacza”.
Akcja rozpoczęła się 7 lutego 1910 roku. Cole wysłał telegram do dowódcy HMS „Dreadnought”, kotwiczącego w tym czasie w porcie Weymouth w hrabstwie Dorset. Depesza informowała, że okręt musi być przygotowany na wizytę członków domu panującego Abisynii, a podpisana została rzekomo przez podsekretarza brytyjskiego Foreign Office, Charlesa Hardinge'a.
Cole zjawił się wraz ze swymi towarzyszami na londyńskiej Paddington station, gdzie przedstawił się jako „Herbert Cholmondeley” z Foreign Office i zażądał podstawienia specjalnego pociągu do Weymouth. Zawiadowca stacji podstawił natychmiast salonkę.
W Weymouth gości witała kompania honorowa marynarki. Nikt nie mógł jednak znaleźć abisyńskiej flagi, więc marynarka użyła w to miejsce flagi Zanzibaru, a orkiestra odegrała zanzibarski hymn. Goście zdawali się nie zwracać na to uwagi.
Potem nastąpiła wizyta na okręcie. By wykazać swe zainteresowanie pancernikiem, „Abisyńczycy” posługiwali się wymyślonym na poczekaniu językiem składającym się ze słów łacińskich i greckich (często też wykrzykiwali „Bunga, bunga!”). Następnie zażądali kobierczyków modlitewnych i zaczęli oddawać „honory wojskowe” niektórym oficerom marynarki. Nawet jeden z oficerów, który dobrze znał Cole'a i Virginię, nie odkrył oszustwa.
Gdy znaleźli się już na powrót w pociągu, Anthony Buxton kichnął i zgubił swe sztuczne wąsy, ale zdołał je przykleić z powrotem, nim ktokolwiek z załogi pociągu zdołał to zauważyć. Cole powiedział konduktorowi, że abisyńscy arystokraci mogą jeść lunch tylko w białych rękawiczkach. Miało to na celu uniknięcie kłopotów z makijażem.
Kiedy grupa wróciła do Londynu, Cole zwołał konferencję prasową i posłał zdjęcie „książąt” do dziennika „Daily Mirror”. Opinia publiczna zaliczyła żart do działań pacyfistycznych, a Royal Navy stała się na krótki czas pośmiewiskiem. Marynarka zażądała aresztowania Cole'a, okazało się to jednak niemożliwe, gdyż ani Cole, ani nikt z jego towarzyszy nie złamał prawa. Royal Navy wysłała dwóch oficerów z zadaniem ukarania Cole'a chłostą, ale Cole zignorował ich, mówiąc, że to oni raczej powinni być wychłostani jako ci, których udało się w tak prosty sposób oszukać.

## Pokłosie
Kiedy prawdziwy cesarz Etiopii, Menelik II, po kilku latach odwiedził Anglię, londyńscy ulicznicy krzyczeli za nim „Bunga! Bunga!”. Jak na ironię, cesarz rzeczywiście poprosił wtedy o pokazanie mu portów i okrętów Royal Navy; jednak będący akurat na służbie wyższy oficer Admiralicji odmówił mu, by uniknąć ewentualnych kłopotów.
W roku 1915, podczas I wojny światowej, HMS „Dreadnought” staranował i zatopił niemiecki okręt podwodny. Wśród telegramów z gratulacjami znalazł się i taki, który zawierał tylko dwa słowa: „BUNGA BUNGA”.